# エルヴィン・レーゼナー

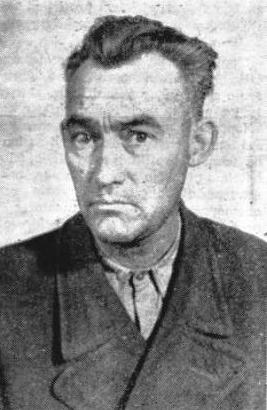
エルヴィン・レーゼナー（1946年、逮捕後の写真）

エルヴィン・フリードリヒ・カール・レーゼナー（ドイツ語: Erwin Friedrich Karl Rösener, 1902年2月2日 - 1946年9月4日）は、ナチス・ドイツの親衛隊（SS）の将軍。最終階級は親衛隊大将、警察大将及び武装親衛隊大将（Obergruppenführer und General der Waffen-SS und Polizei）。

## 略歴
ドイツ帝国プロイセン王国領ウェストファリア州シュヴェールテの出身。技術訓練学校卒業後は電気技師として働く。
1926年11月6日に国家社会主義ドイツ労働者党に入党（党員番号46,771）し、同時に突撃隊にも入隊する。1929年に親衛隊（SS）へ入隊（隊員番号3,575）する。
1930年11月にアーヘンの第73親衛隊大隊員となる。1933年11月9日に親衛隊中佐に昇進。1933年11月12日から国会議員となる。7月20日にデュッセルドルフの第20親衛隊連隊指揮官になる。1934年5月12日に親衛隊大佐に昇進、9月から東プロイセンの第61親衛隊連隊指揮官となる。
1936年9月13日に親衛隊上級大佐に昇進し、同時に親衛隊上級地区「オスト」の幕僚長となり、1938年11月1日から親衛隊上級地区「ライン」の幕僚長へ任命される。1940年1月24日に親衛隊少将及び警察少将に昇進。2月からは秩序警察に所属、3月にヴィースバーデンの保安警察及びSD監察官（IdS）に任命され5月中旬まで務める。6月18日に親衛隊上級地区「ライン」指導者、7月24日に「ライン」親衛隊及び警察高級指導者に任命された。

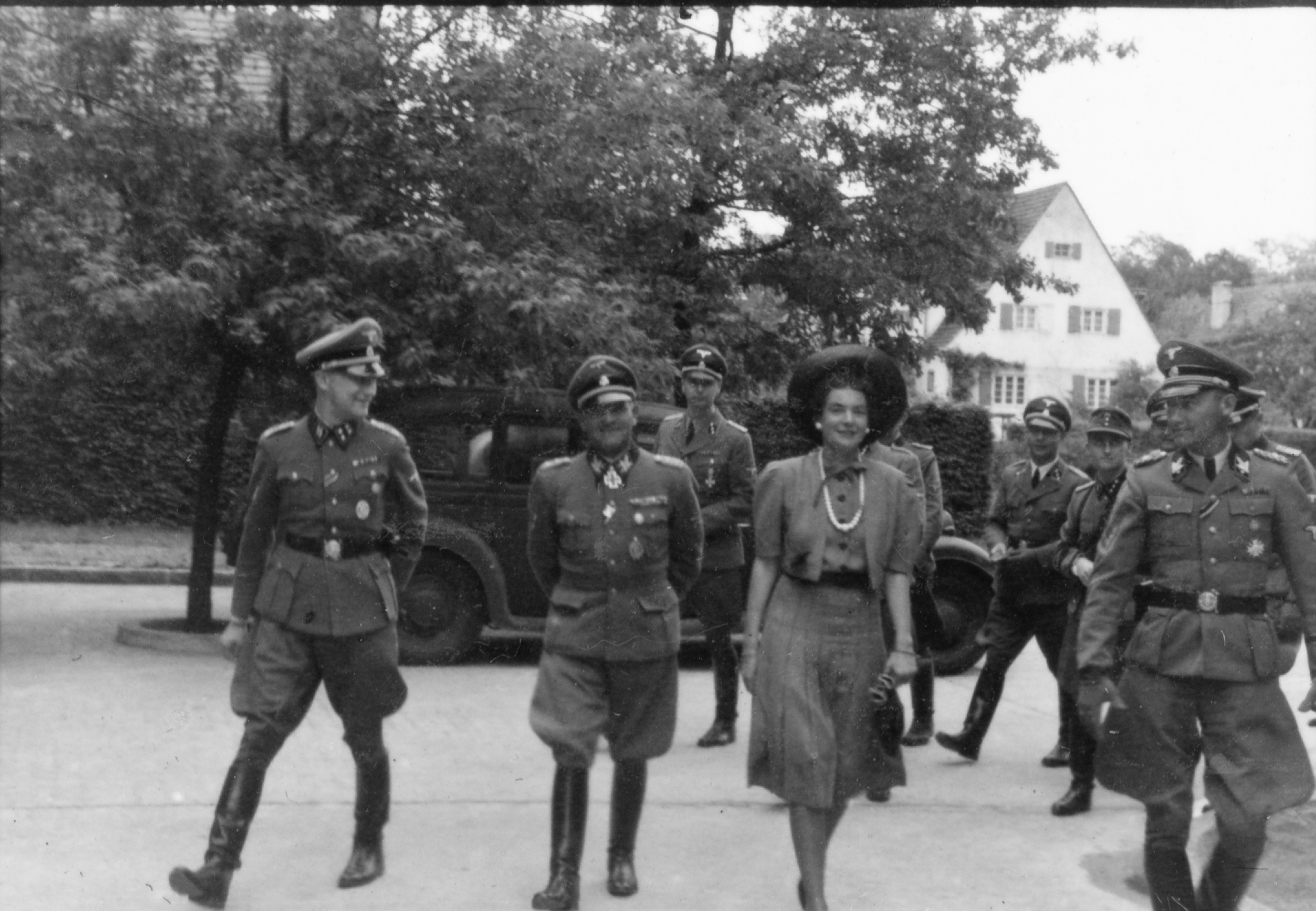
1942年、ベルリン。前列右からギュンター・ダルケン（:de:Gunter d'Alquen）、ヨーゼフ・ディートリヒ、ウルスラ・ディートリヒ、レーゼナー

1941年11月9日に親衛隊中将及び警察中将に昇進。11月24日に親衛隊上級地区「アルペンラント」指導者、「アルペンラント」親衛隊及び警察高級指導者に任命される。1944年7月1日に武装親衛隊大将の階級を与えられ、8月1日に親衛隊大将及び警察大将に昇進する。1944年10月には対パルチザン戦闘部隊の幕僚を1945年まで務めた。
戦後オーストリアへと逃亡するが、イギリス軍の捕虜となった。ユーゴスラビア政府に引き渡され、レオン・ルプニクらと共に裁判にかけられた。1946年8月30日に死刑を宣告され、9月4日に執行された。